# Ponte di San Francesco
Ponte di San Francesco (most Svatého Františka) je středověký obloukový most přes řeku Aniene v Subiacu v kraji Lazio, v Itálii. Byl vystavěn v roce 1358. Jeho největší rozpětí činí 37 metrů.
Mezi další historické mosty překlenující řeku Aniene patří antické Ponte Nomentano a Ponte Salario, oba v raném středověku přestavěné na pevnůstky.